# Małgorzata Kidawová-Błońská
Małgorzata Kidawová-Błońská (* 5. května 1957 Varšava) je polská liberální politička za Občanskou platformu, od listopadu 2023 předsedkyně polského Senátu, roku 2015 vicepředsedkyně polského Sejmu, jehož byla v roce 2015 krátce i předsedkyní. Původně byla také kandidátkou Občanské platformy pro prezidentské volby v květnu 2020 než se jím nakonec stal starosta Varšavy Rafał Trzaskowski.
Vystudovala sociologii na Varšavské univerzitě, kde ukončila studium v roce 1982. Pak pracovala ve filmovém průmyslu. Od roku 2001 se zapojovala do varšavské komunální politiky. Ve volbách v roce 2005 byla poprvé zvolena do Sejmu. Mandát obhájila i ve volbách v letech 2007, 2011, 2015 a 2019. V letech 2014 až 2015 byla mluvčí nejprve druhé vlády Donalda Tuska a následně vlády Ewy Kopaczové. Po volbách v roce 2015 byla 24. června navržena Občanskou platformou do funkce předsedkyně Sejmu jako nástupkyně po Radosławu Sikorském, ve které byla 25. června schválena. Následně byla v listopadu zvolena místopředsedkyní Sejmu.
Jejím manželem je filmový režisér Jan Kidawa-Błoński, s kterým má syna Jana. Jejím pradědečkem byl meziválečný polský premiér Władysław Grabski a jejím jiným pradědečkem byl meziválečný polský prezident Stanisław Wojciechowski.